# Langport
Langport è una cittadina di 1.081 abitanti della contea del Somerset, in Inghilterra.